# Kloster Burg Dinklage

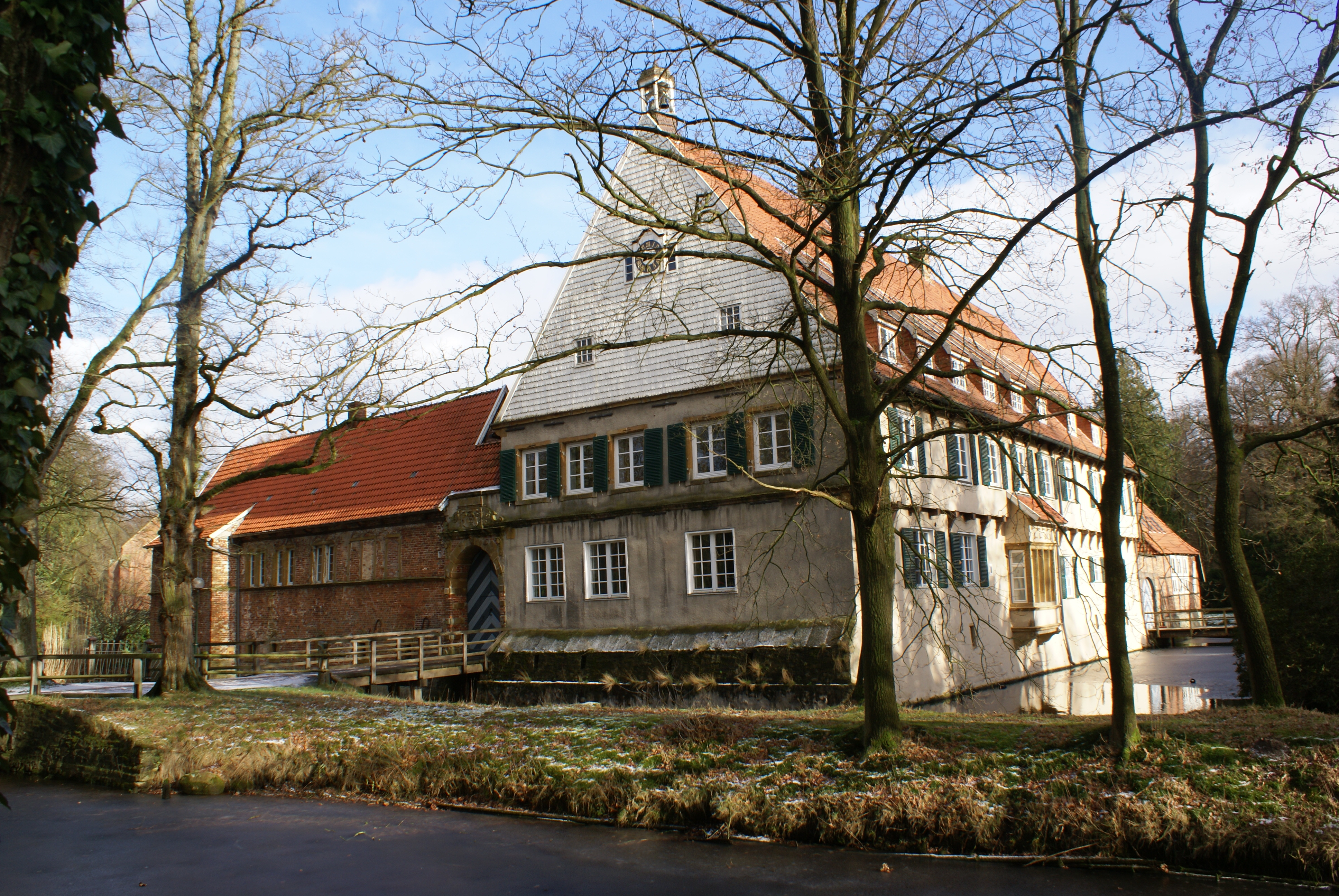
Burg Dinklage (Südwestansicht)

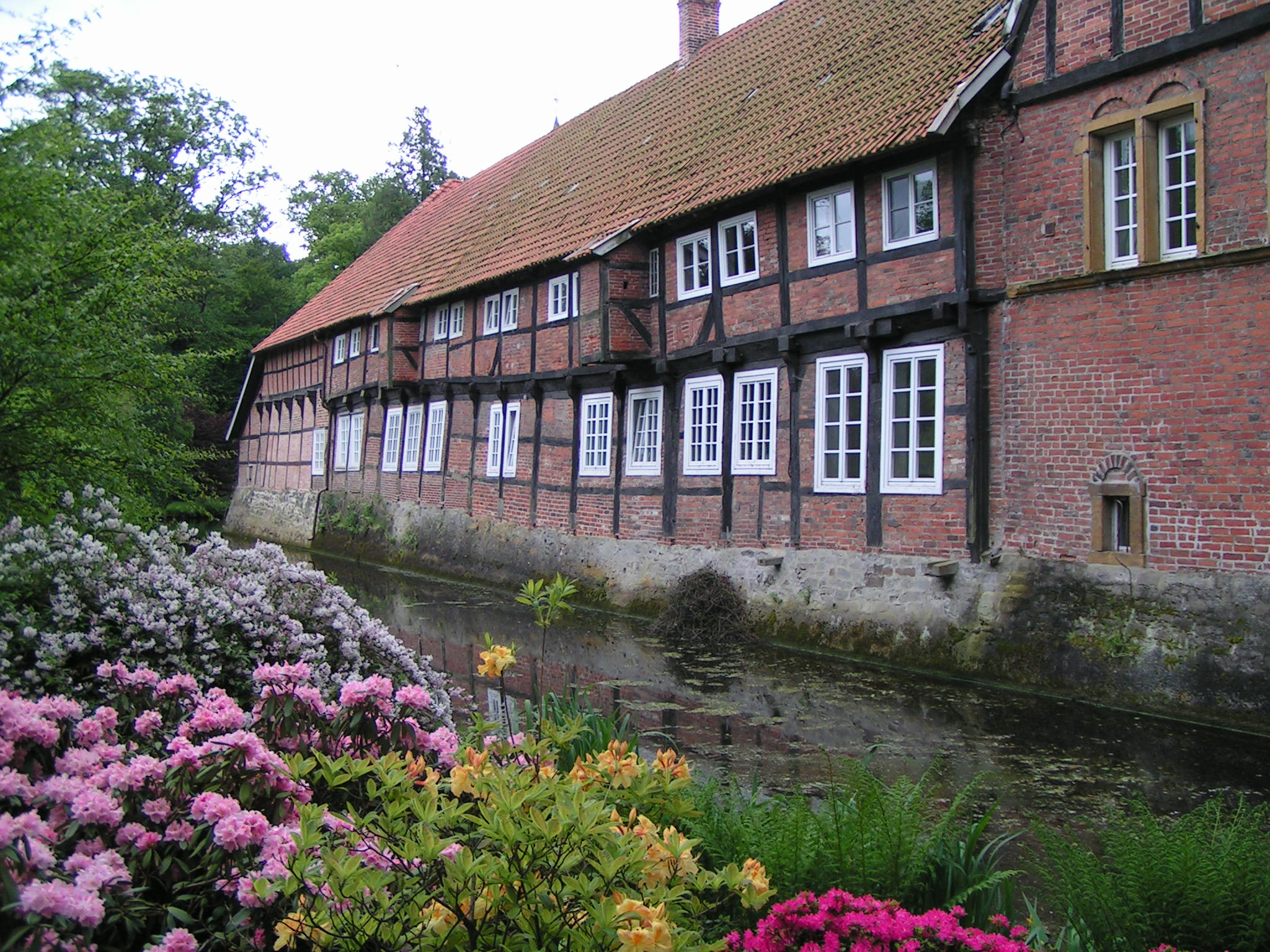
Burg Dinklage (Nordwestansicht)

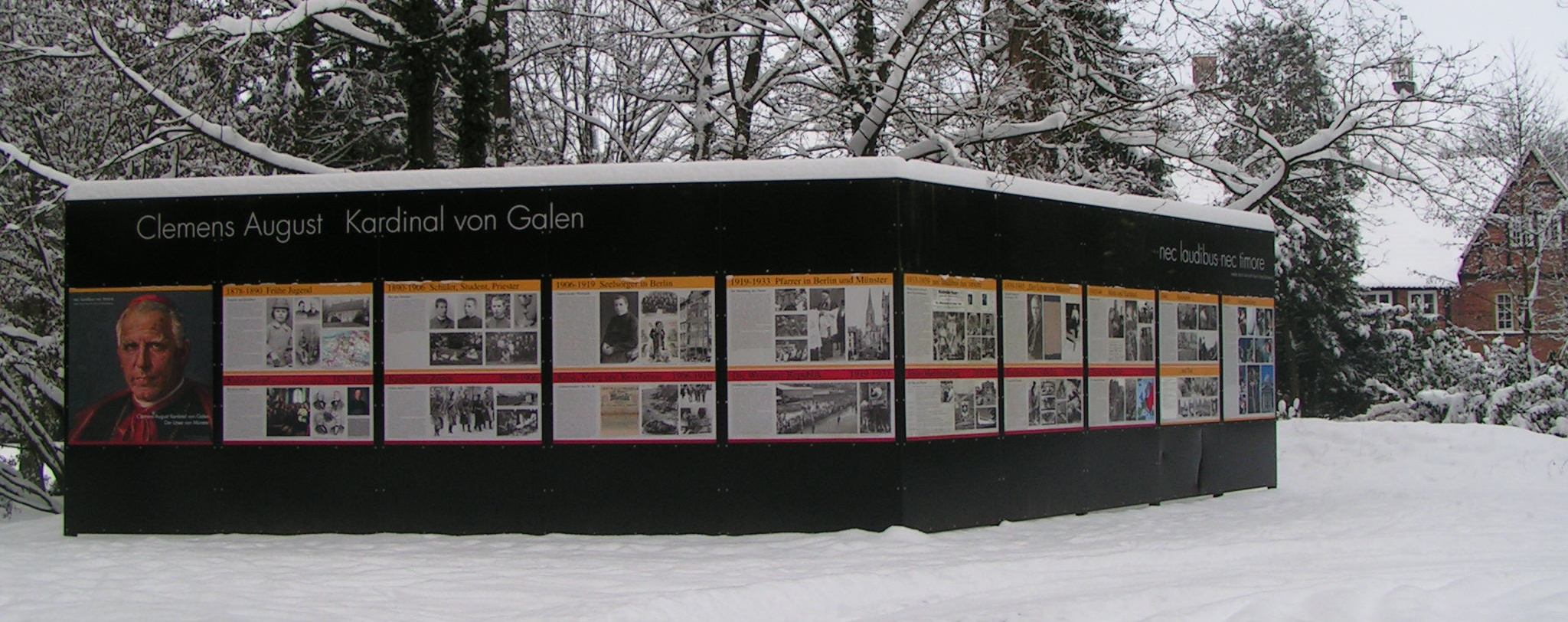
Gedenkwand zur Erinnerung an Kardinal von Galen beim Kloster Burg Dinklage

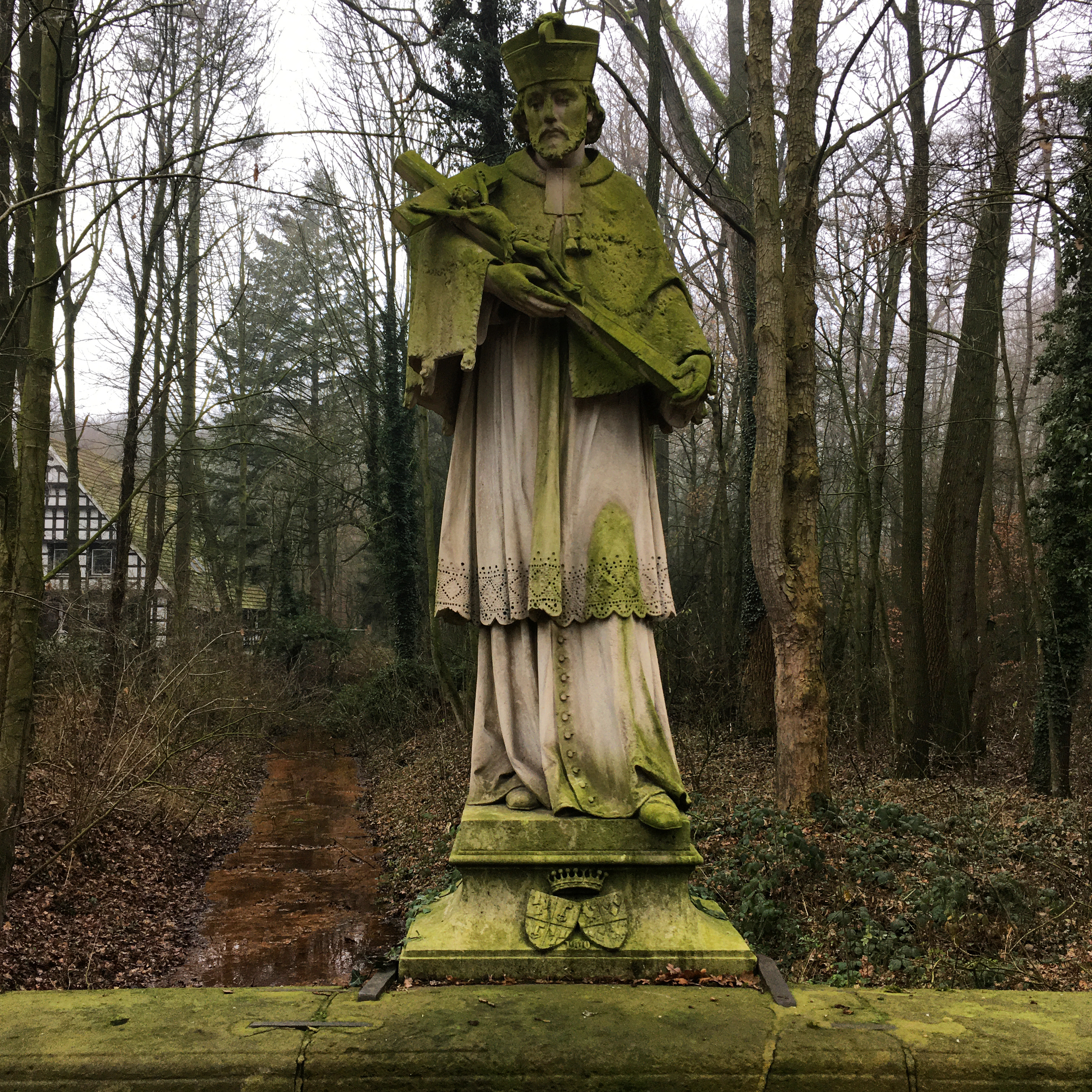
Nepomukstatue auf der Nepomukbrücke

Kloster Burg Dinklage (Abtei St. Scholastika) ist der Name einer Abtei der Benediktinerinnen. Diese ist in den Räumen der Burg Dinklage in Dinklage, Landkreis Vechta, im Oldenburger Münsterland (Niedersachsen) untergebracht.
Die Abtei ist nach der Heiligen Scholastika, der Schwester des heiligen Benedikt von Nursia, benannt. Das Kloster befindet sich in der Burg Dinklage, einer Wasserburg, die bis 1949 im Besitz der westfälischen Adelsfamilie von Galen war. In der Burg wurde der spätere Bischof und Kardinal von Münster Clemens August Graf von Galen (1878–1946) geboren, der am 9. Oktober 2005 von Papst Benedikt XVI. seliggesprochen wurde.
Die Burg liegt seit 1983 auf dem Gebiet des Landschaftsschutzgebiets „Burg Dinklage“. Aus diesem wurde 2017 das Naturschutzgebiet Burgwald Dinklage herausgenommen, in das die Burg eingebettet ist.

## Geschichte
Im Dezember 2009 wurde die Kardinal von Galen Stiftung Burg Dinklage gegründet. Die zunächst mit einem Grundkapital von 50.000 Euro versehene Stiftung soll vor allem dazu dienen, einen Gedenk-, Erinnerungs- und Inspirationsort auf Burg Dinklage mit den Gebäuden der Burgkapelle, der alten Wassermühle (des Forsthauses) und des sogenannten Backhauses – dem „Kardinalsdreieck“ – zu schaffen und zu betreiben.

### Geschichte der Burg
Die erste Burganlage in Dinklage war die 980 erstmals urkundlich erwähnte Ferdinandsburg, Sitz der Grafen des Dersagaus. Sie wurde ca. 500 Meter östlich der heute noch bestehenden Anlage errichtet. 1231 ging die Ferdinandsburg in den Besitz der Familie des Johann von Dinklage über, eines ehemaligen Verwalters im Dienst der Gaugrafen. Die Ferdinandsburg wurde 1374 vom Fürstbischof von Münster geschleift.
1394 belehnte der Fürstbischof die vier noch lebenden Söhne des Friedrich von Dinklage mit allen Besitzungen von Dinklage und Vechta. Die Wiedererrichtung der Ferdinandsburg wurde ihnen untersagt. Die in der Geschichtsschreibung wiederholte Behauptung, dass die vier Söhne eigene Burgen errichtet haben, lässt sich anhand der Schriftquellen nicht verifizieren. Die Burgen werden 1426 erstmals in der Mehrzahl genannt, dazu gehört wohl auch die Dietrichsburg, deren Existenz sicher aber erst für 1472 bezeugt ist. Die anderen Burgen waren die Herbordsburg (an deren Stelle sich heute die 1677 errichtete Alte Rentei befindet), die Hugoburg (die 1840 abgebrochen wurde; an ihrer Stelle steht heute die gräfliche Burgkapelle) und eine nicht namentlich überlieferte Burg.
1588 ging die Dietrichsburg durch Erbschaft in den Besitz der Familie von Ledebur über; die Hugoburg und die Herbordsburg verblieben im Besitz der Familie von Dinklage. Hugo Arnold von Dinklage, der letzte seines Namens in Dinklage, verkaufte die beiden Burgen 1667 an den Freiherrn von Galen. 1775 wurde auch das Eigentumsrecht an der Dietrichsburg der Familie Ledebur übertragen, die den Besitz 1801 ebenfalls an die Familie von Galen verkaufte. Bereits 1641 hatte Heinrich von Galen, Drost des Amtes zu Vechta, die Dietrichsburg gepachtet und dort seinen Wohnsitz genommen. So wurde die Dietrichsburg zum Stammsitz der Familie von Galen, die 1803 in den Grafenstand erhoben wurde, im Oldenburger Münsterland.
1677 errichtete der Fürstbischof als Landesherr aus den Lehnsgütern und dem Kirchspiel Dinklage die reichsfreie Herrlichkeit Dinklage (1827 aufgehoben) und übertrug sie der Familie von Galen.
Graf Ferdinand von Galen (1803–1881), bekannt als Reichstagsabgeordneter, und sein Sohn Friedrich Mathias (1865–1918) waren die letzten Eigentümer, die die Burg Dinklage bewohnten. Bis 1928 verwaltete Franz von Galen (1879–1961), ein Bruder Friedrich Mathias’ und des späteren Kardinals Clemens August von Galen, die Dinklager Besitzungen für den Erben Christoph Bernhard Graf von Galen (1907–2002). 1949 übertrug Graf Christoph Bernhard das Eigentum an der Burg an die unten genannten Benediktinerinnen.

### Beschreibung der Burg
Im Prinzip handelt es sich bei der heute existierenden Anlage noch um die spätmittelalterliche Wasserburg. Laut einem mittlerweile zerstörten Wappenstein entstand das heutige Burggebäude 1597. Die von Gräben umflossene Vierflügelanlage besitzt an der Einfahrt ein Renaissance-Portal aus Sandstein mit Zierquadern. Der Westflügel aus dem 17. Jahrhundert ist aus Backstein erbaut, der Nord- und Ostflügel hingegen aus Fachwerk. Im Süden steht das zweigeschossige, verputzte Haupthaus. Am vorkragenden Obergeschoss ist noch ein Sandsteinerker aus der zweiten Hälfte des 16. Jahrhunderts zu sehen.

### Geschichte des Klosters

#### 1941 bis 1945
Von 1941 bis 1945 waren Benediktinerinnen des Klosters Vinnenberg in Warendorf (Nordrhein-Westfalen), die von den Nationalsozialisten aus ihrem Kloster vertrieben worden waren, in Burg Dinklage untergebracht. Sie kehrten 1945 nach Ende des Zweiten Weltkriegs nach Warendorf zurück.

#### Seit 1949
Als Benediktinerinnen des Klosters Alexanderdorf im nach dem Zweiten Weltkrieg sowjetisch besetzten Alexanderdorf (damals Kreis Teltow) 1946 nach Westfalen kamen, nahm Christoph Bernhard Graf von Galen sie für zwei Jahre in Haus Assen auf. Am 8. Juni 1949 begann das Ordensleben in Burg Dinklage, wohin die zunächst in Assen untergebrachte Nonnengemeinschaft umgezogen war. Erste Priorin in Dinklage war Radegund Kemper. 1961 erhielt das Priorat eine Kirche. Der Architekt Max Clemens von Hausen baute eine Scheune auf dem Hof der Burg zur Kirche um. Die Orgel stammt aus der Werkstatt Rudolf von Beckerath aus Hamburg. Heinrich Tenhumberg, Weihbischof im Bistum Münster, weihte die Kirche am 3. September 1961. 1972 trat Agatha Rohtert die Nachfolge von Radegund Kemper als Priorin an.

#### Abtei seit 1977
1977 wurde das Kloster zur Abtei erhoben; Sr. Agatha Rohtert wurde zur Äbtissin gewählt. Ihr folgte 1983 Sr. Máire Hickey. Sie wurde 1995 erneut gewählt. In ihre Amtszeit fielen der Kauf der Ökonomie (1983) und der neuen Rentei von Burg Dinklage (1985) durch die Diözese Münster. Sie gingen in die Stiftung „Katholischer Kirchenfonds St. Scholastika“ ein, deren Kirchenprovisorin die Äbtissin wurde. Die Gebäude von Ökonomie und neuer Rentei wurden von 1985 bis 1999 als Bildungs- und Exerzitienhaus umgebaut. 1997 wurde der Umbau einer zur Ökonomie gehörenden Scheune abgeschlossen. Die Martinsscheune dient als Herberge für obdachlose und andere Menschen in Notlage. Die Trägerschaft übernahm der „Verein Martinsscheune, Herberge für Menschen in Not e. V.“
Für Schlagzeilen in der überregionalen Presse sorgte im Juli 1997 ein Sitzstreik der Nonnen des Klosters Dinklage, die sich auf diese Weise dafür einsetzten, dass eine zur Verhaftung und Abschiebung ausgeschriebene Familie aus der Ukraine in Deutschland verbleiben durfte.

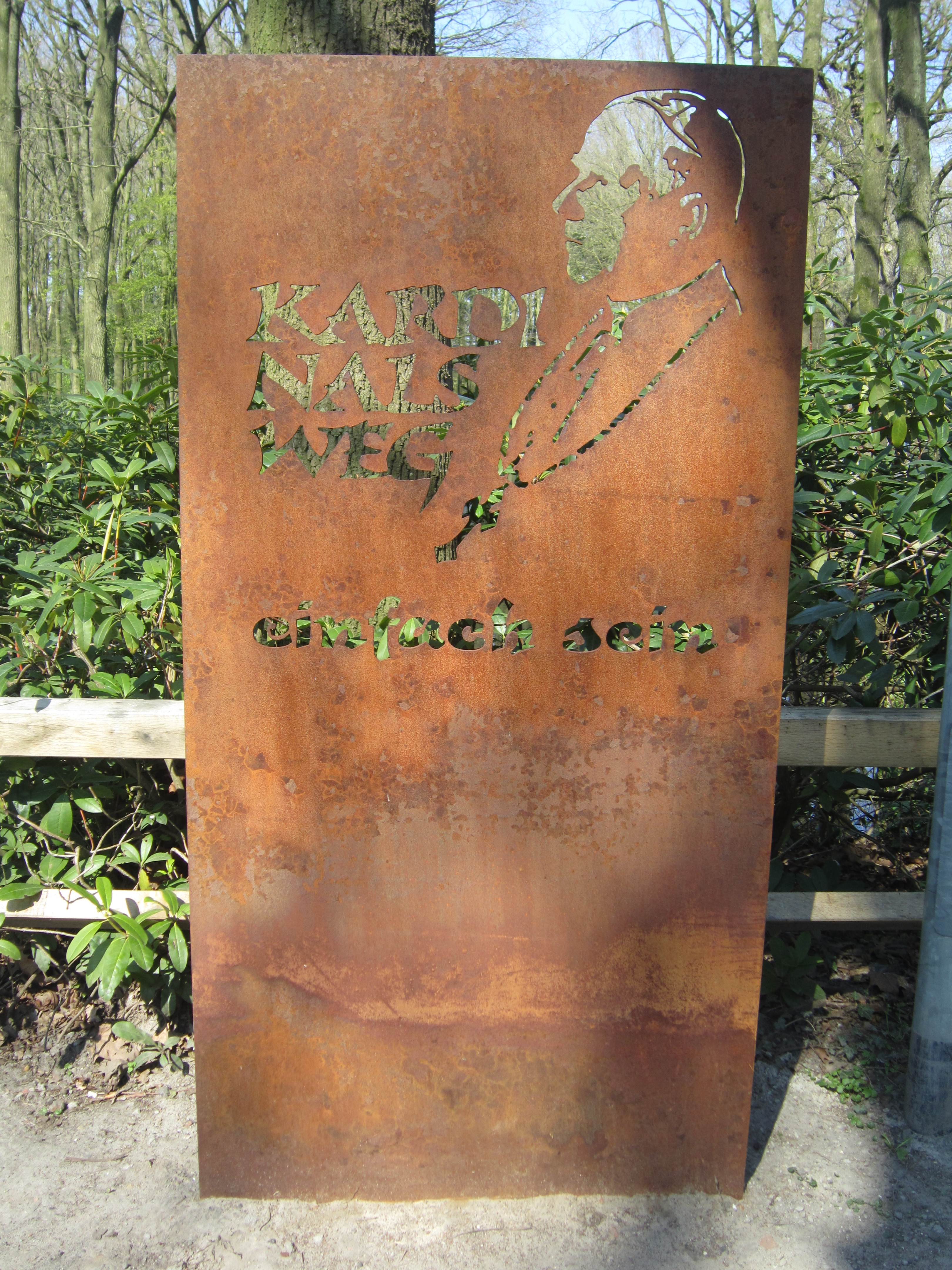
Eiserne Stele vorm Eingang der Ökonomie zur Markierung der fünften Station des Kardinalswegs

Das Bildungs- und Exerzitienhaus ist seit 1999 Gästehaus des Klosters. Im Jahr 2000 wurde ein Klosterladen eröffnet. Seit 2001 betreibt das Kloster ein Klostercafé, welches im Winter 2014 umfangreich saniert wurde.
Am 21. November 2007 wählten die 23 Schwestern ihre bisherige Priorin Schwester Franziska Lukas für die kommenden zwölf Jahre zur neuen Äbtissin. Am 12. November 2019 wurde sie für weitere zwölf Jahre wiedergewählt.
Am 28. Oktober 2018 wurde der Kardinalsweg eingeweiht, ein 24,1 km langer Pilgerweg mit fünf Stationen vom ehemaligen Benediktinerkloster, dem Priorat St. Benedikt, in Damme zum Kloster Burg Dinklage.
Das Kloster unterhält Beziehungen zum Mutterkloster St. Gertrud in Alexanderdorf in der Gemeinde Am Mellensee im Landkreis Teltow-Fläming und zur Benediktinerabtei St. Matthias in Trier.

## Einrichtungen des Klosters
Neben der Martinsscheune (seit 1997) und dem Gästehaus (1999) verfügt das Kloster seit dem Jahr 2000 über einen Klosterladen, in dem die Benediktinerinnen Kerzen und Ikonen aus eigener Werkstatt verkaufen. 2001 wurde ein Klostercafé eröffnet. Die Ordensfrauen betreiben seit 1949 eine Weberei und eine Hostienbäckerei. Zu den neueren Betrieben des Klosters gehört die Kerzenwerkstatt, in der Kerzen für verschiedene kirchliche und private Anlässe gefertigt werden.
Außerdem fertigten sie in einer der Paramenten-Werkstatt handgefertigte liturgische Gewänder an und entwickelten in den 1990er-Jahren den sogenannte „Dinklager Stil“, der in der Paramentik überregional bekannt wurde; er ist von schlichten und farbenprächtigen Gewändern aus eher groben Stoffen, bei denen auf bildhafte Darstellungen verzichtet wurde, geprägt. Da die Schwestern wegen einer geänderten Nachfrage hier keine wirtschaftliche Zukunft mehr sahen, gaben sie zum Ende des Jahres 2021 diesen Geschäftsbereich auf.
Das seit 2023 bestehende Institut für Ordensrecht unterstützt „besonders Ordensfrauen in allen kirchenrechtlichen Belangen, jene, die von kirchlichen Institutionen benachteiligt oder missbraucht wurden und jene, die keine finanziellen Mittel für professionelle Hilfe haben.“ Zudem wird eine kirchenrechtliche Beratung „für alle alltäglichen Fragen innerhalb von Ordensgemeinschaften“ angeboten. Weiterhin soll es internationale Vernetzungen fördern und die Forschung im Hinblick auf die Rolle der Frau in der Kirche.

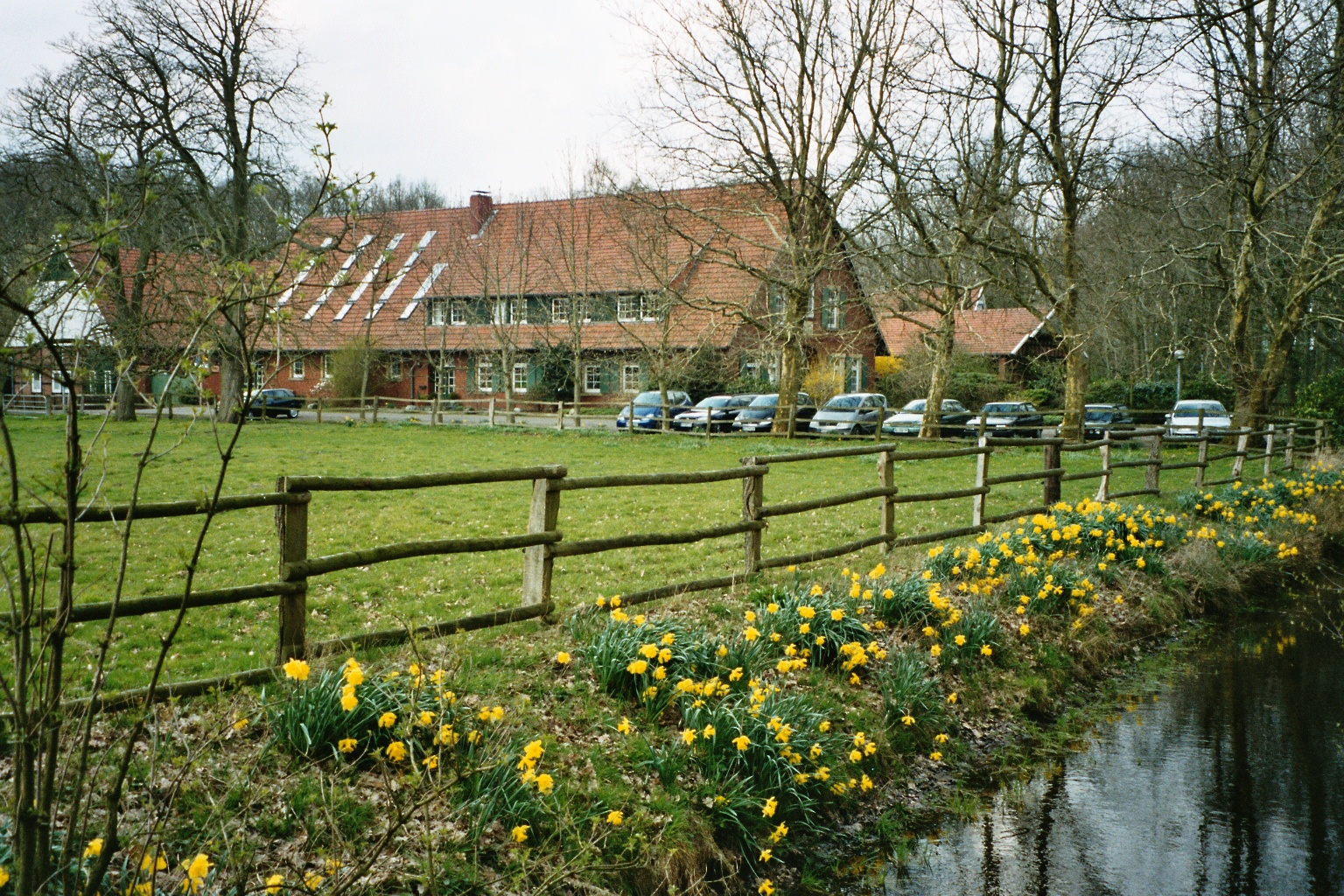
„Ökonomie“
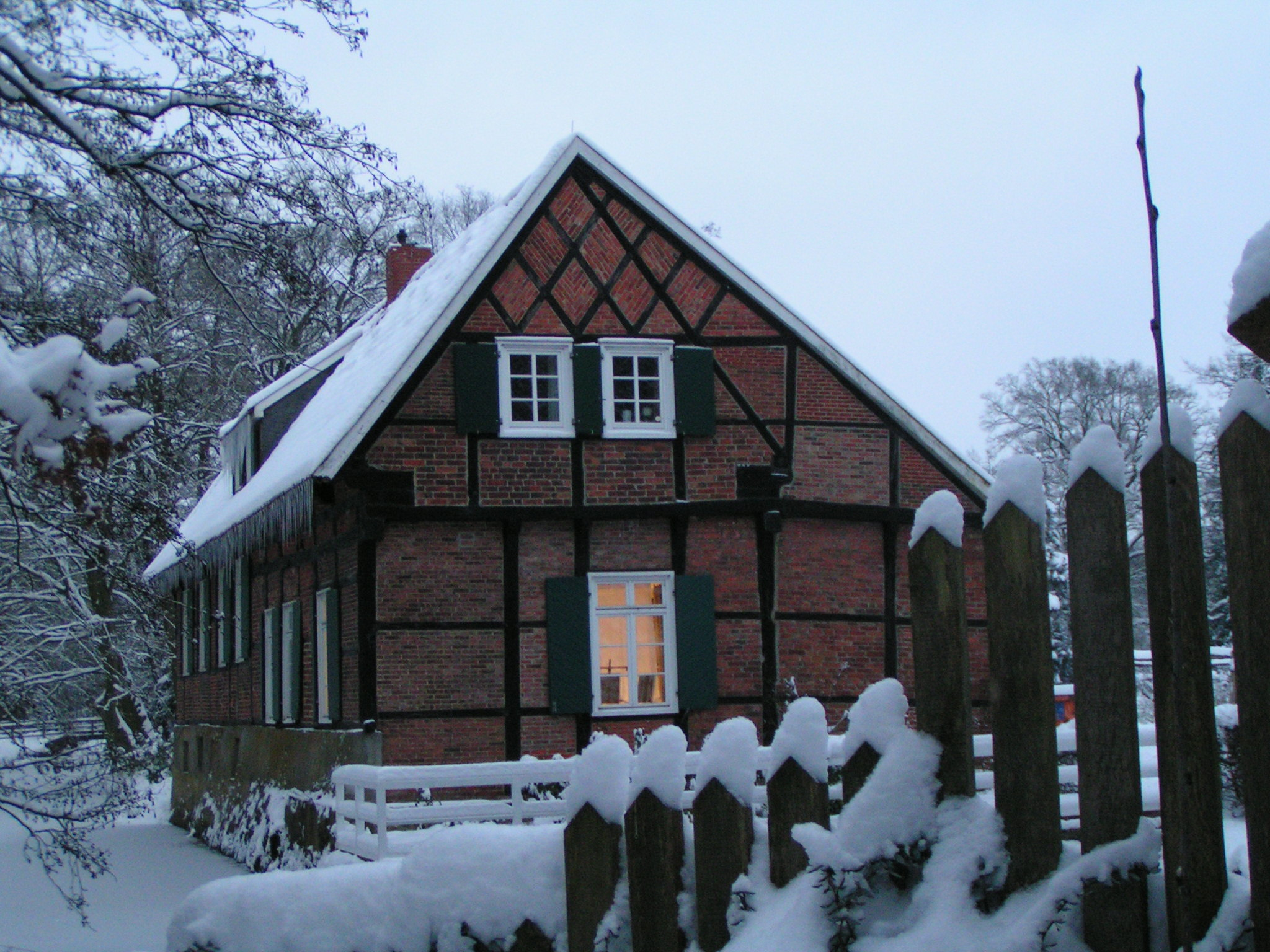
Alte Rentei
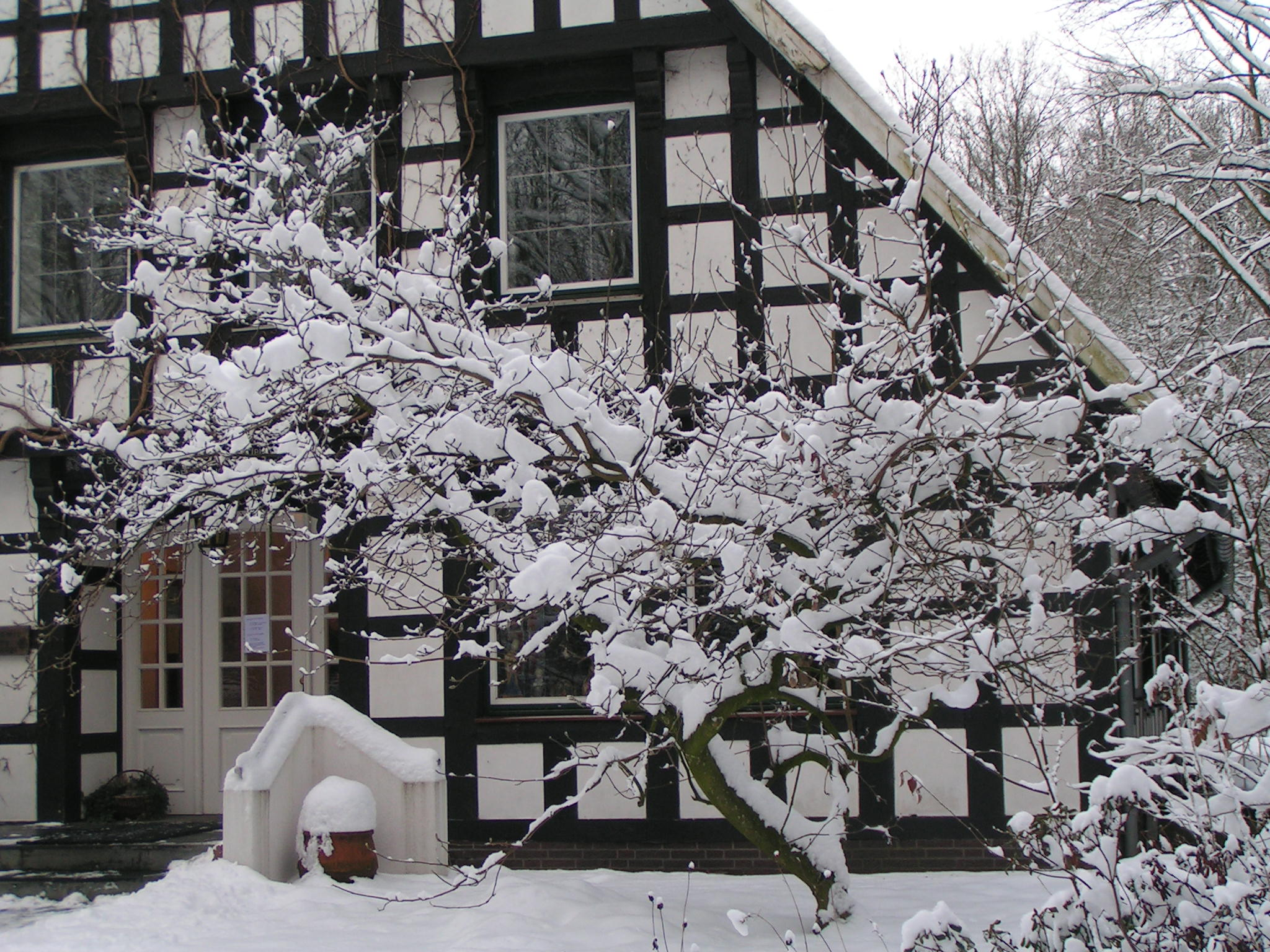
Klostercafé und Klosterladen
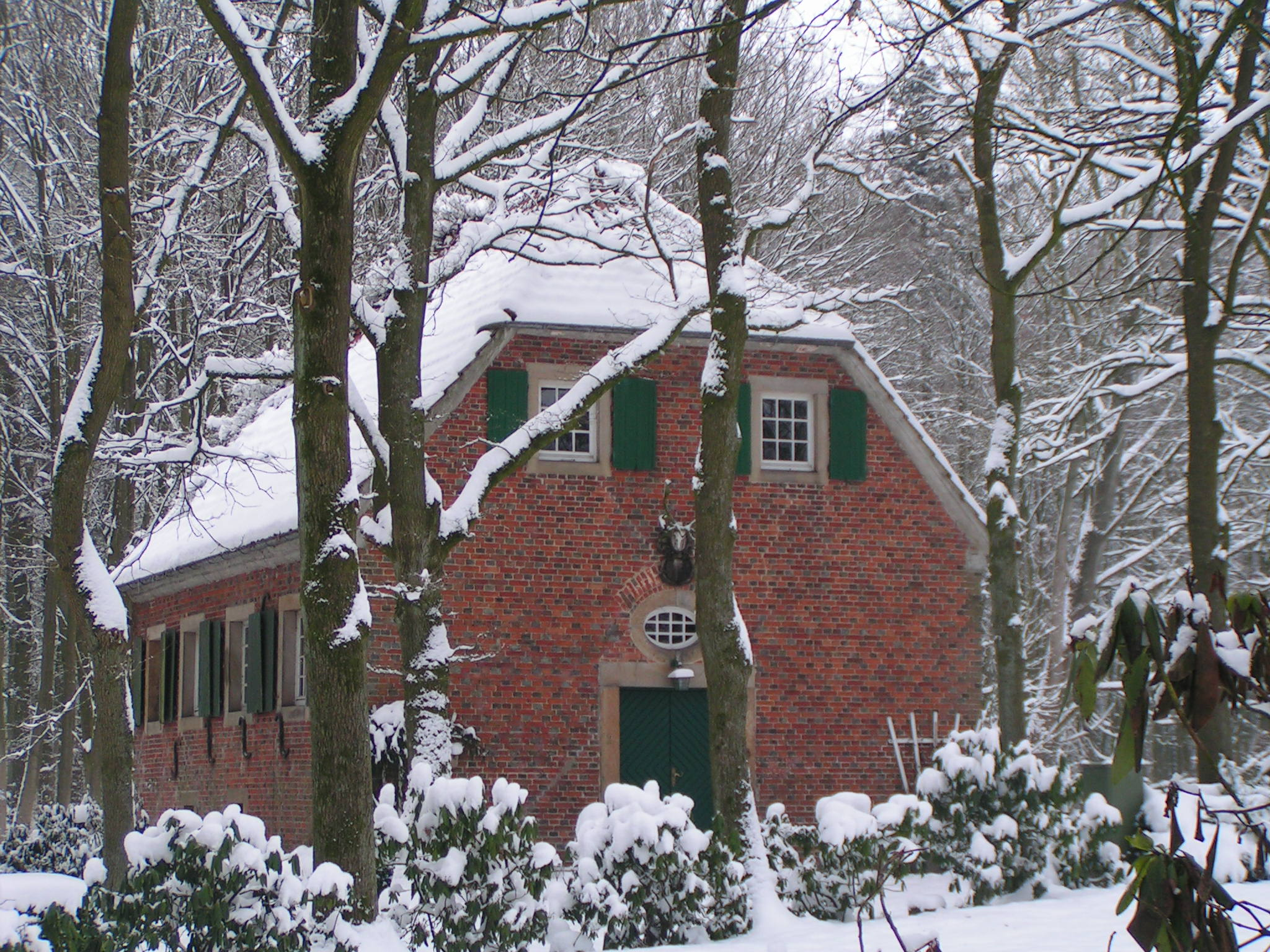
Försterhaus
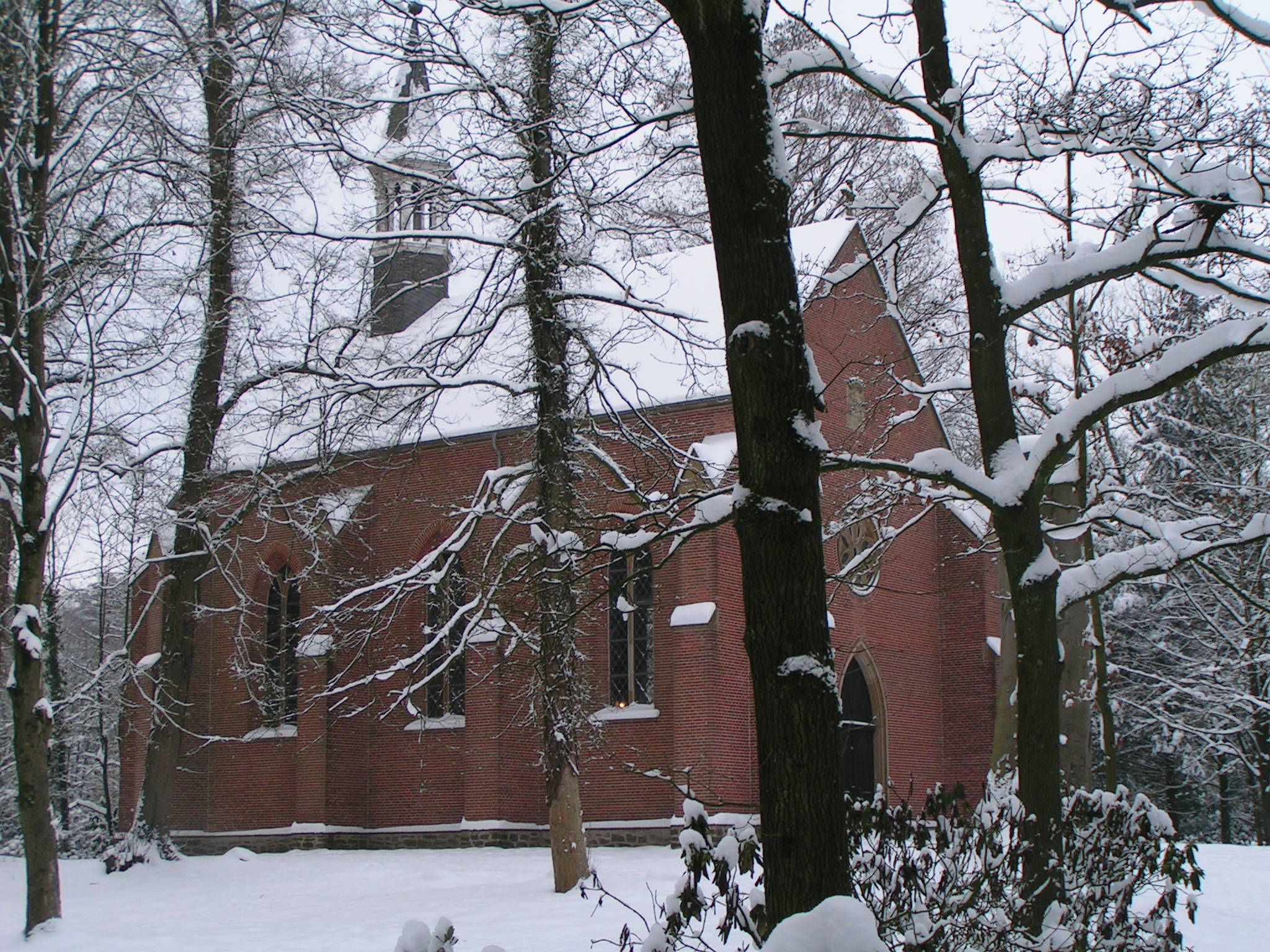
Burgkapelle
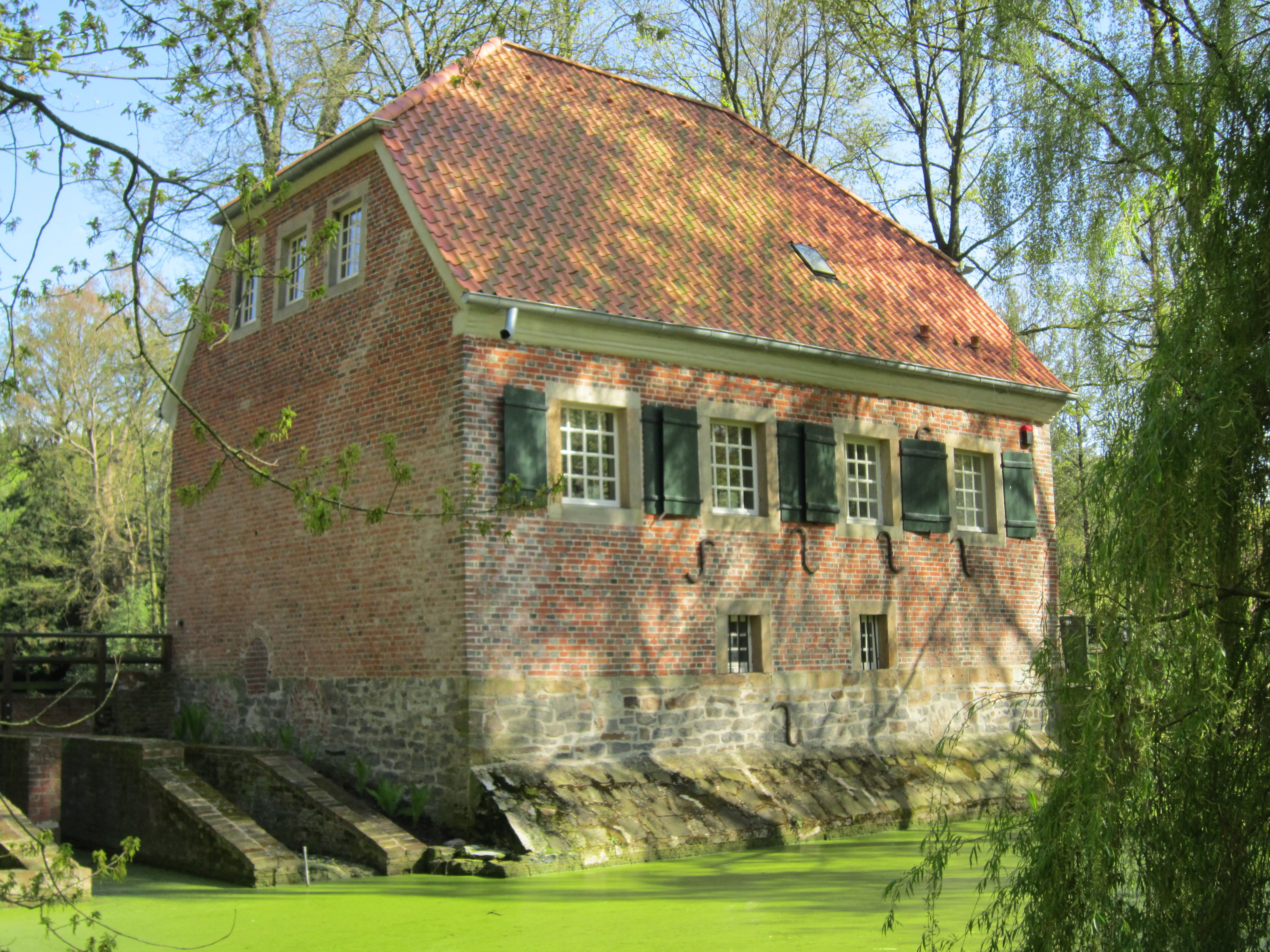
Wassermühle

## Kardinal von Galen Stiftung

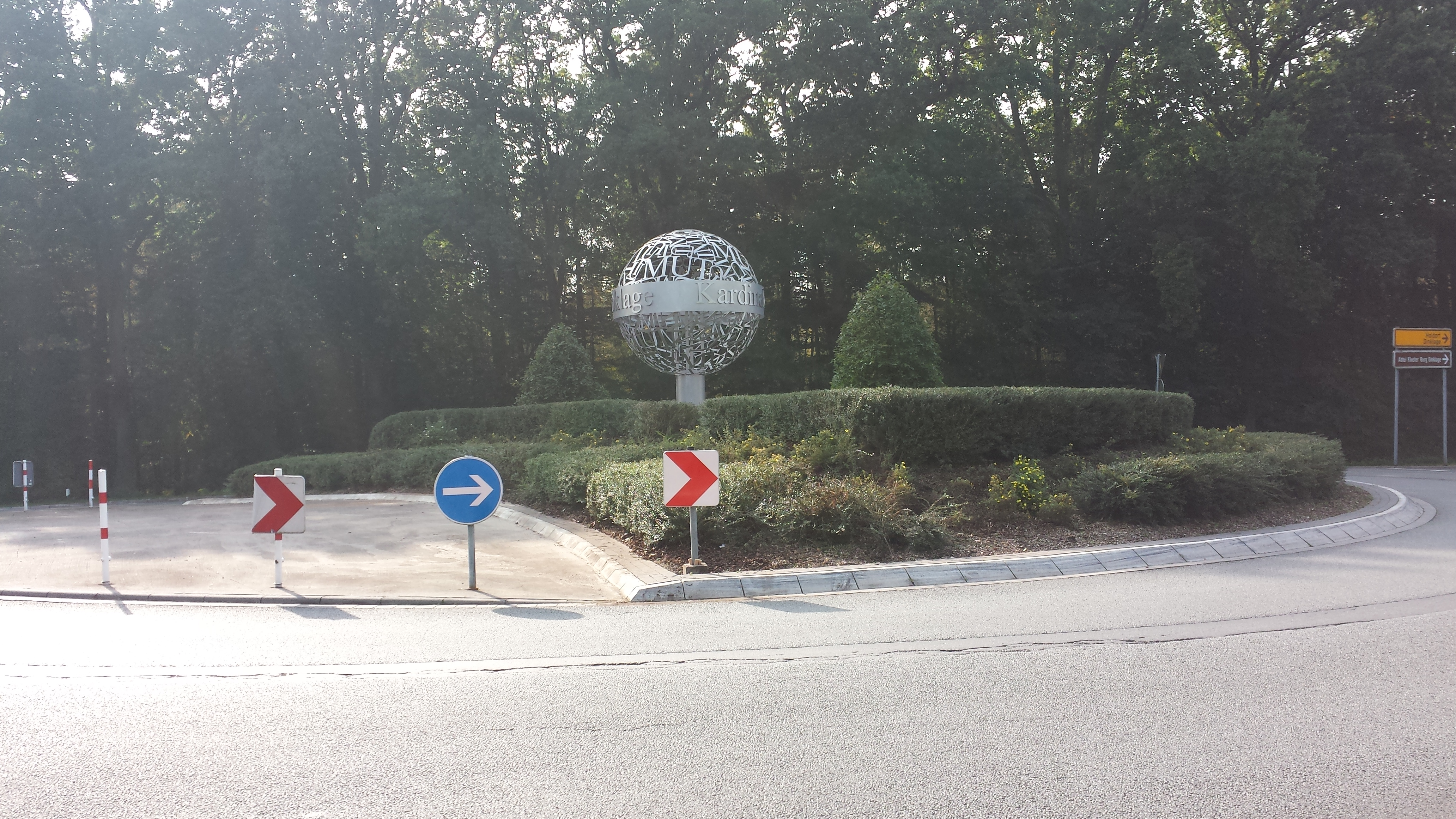
Mutkugel auf dem Kreisverkehr

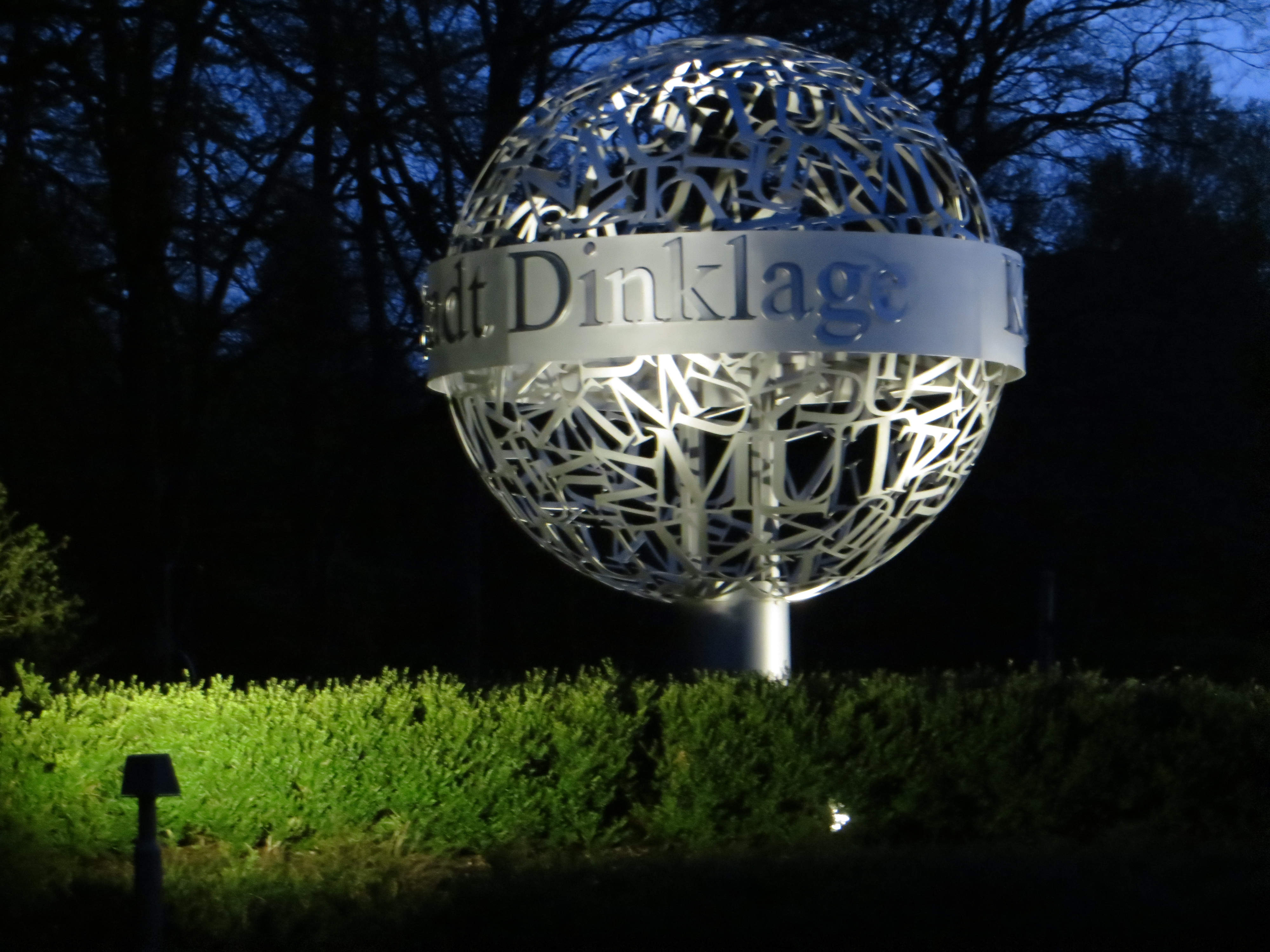
Die Mutkugel bei Nacht

Aufgrund der Seligsprechung Kardinal von Galens im Jahre 2005 durch Papst Benedikt XVI. wuchs das Interesse an ihm, seiner Person, seiner Familie und seinem Lebenswerk. Als Antwort darauf gründeten 2010 die Schwestern, in Zusammenarbeit mit regionalen Unternehmern, die Kardinal von Galen Stiftung. Eines der wichtigsten Ziele der Stiftung ist die Würdigung des Andenkens von Galens als eines bedeutenden Sohnes des Oldenburger Münsterlandes. Die Stiftung finanziert sich durch Spenden.
Die Stiftung eröffnete 2013 in der Burgmühle am Geburtsort von Galens die Dauerausstellung Clemens August von Galen: Mut woher? Mut wozu? Dazu wurde die – als Försterhaus genutzte – Burgmühle durch die Stiftung komplett saniert. Die Finanzierung erfolgte durch Spenden. Geöffnet ist die Ausstellung jeweils mittwochs bis sonntags. Der Eintritt ist frei. Außerdem unterhält die Stiftung auch eine kleine Ausstellung im Backhaus, die aus Anlass der Seligsprechung von Galens erstellt wurde.
Aus Anlass des zehnjährigen Jubiläums der Seligsprechung Kardinal von Galens wurde in Zusammenarbeit mit der Kardinal-von-Galen-Schule, dem Kardinal-von-Galen-Haus und dem Künstler Alfred Bullermann das Thema „Mut – Woher? Wozu?“ aufgearbeitet, und aus diesen Ideen wurden acht Kunstwerke entwickelt. Unter diesen ist die „Mutkugel“ mit einem Durchmesser von 3,80 m entstanden. Sie ist auf dem Kreisverkehr am Ortsrand von Dinklage in Richtung A 1 aufgestellt. Die anderen Kunstideen sind als kleine Skulpturen an einem Fußweg in der Nähe der Burg Dinklage seit 2021 aufgebaut.
Weitere Projekte der Stiftung sind in Planung.